# Plectophanes pilgrimi
Plectophanes pilgrimi is een spinnensoort in de taxonomische indeling van de Deinopidae.
Het dier behoort tot het geslacht Plectophanes. De wetenschappelijke naam van de soort werd voor het eerst geldig gepubliceerd in 1964 door Raymond Robert Forster.